# ムスリム・ブルガリア人
ムスリム・ブルガリア人（ムスリム・ブルガリアじん、ブルガリア語:българи мохамедани / Balgari Mohamedani）はムスリムであるブルガリア人。かれらの多くは、16世紀から18世紀のオスマン帝国統治下で、イスラム教に改宗したブルガリア人の子孫である。
ポマク（Помак / Pomak）、アフリャン（Ахрян / Ahryan）、ポガネツ（Поганец / Poganets）、マルヴァク（Марвак / Marvak）、ポトゥルナク（Потурнак / Poturnak）とも呼ばれる。
彼らはブルガリア語を母語として話すため、公的には、民族的にはブルガリア人の宗教的少数者と見なされ、ブルガリア人と異なる民族とは見なされていない。
ムスリム・ブルガリア人の多くはブルガリアの南に位置するロドピ山脈のスモリャン州、パザルジク州南部、クルジャリ州、ブラゴエヴグラト州東部に住むほか、歴史的にブルガリア人の多く済むギリシャ北西部のロドピ県（Νομός Ροδόπης / Nomos Rodopis en）、クサンティ県（Νομός Ξάνθης / Nomos Xantis、en）に住む。一部はロヴェチ州や、アルバニアのゴロ・ブルドなどにも住む。
ブルガリア国外において、「ポマク」の呼称はブルガリア語を話すムスリムを指し示す呼称として頻繁に用いられ、その多くはギリシャやトルコに住んでいる。これらの人々の起源については議論があり、また彼らの多くは自らをブルガリア人とは異なる民族であると自認している。更に、彼らの多くはブルガリア国内に住むムスリム・ブルガリア人と同様の風習を持っている。
こんにち、ムスリム・ブルガリア人の多くがスラヴ系のブルガリア語の人名を持っているが、かつてはアラビア系やトルコ系の人名を持っていた。1990年代以降、ブルガリア正教会の神品でムスリム・ブルガリア人の家庭に生まれたボヤン・サルエフ（Боян Съруев / Boyan Saruev）によって、正教会に改宗した者もいる。
ムスリム・ブルガリア人の間でのブルガリア民族への回帰運動は1930年代にロディナ（Родина / Rodina）と呼ばれる組織によって始められた。この組織はムスリム・ブルガリア人の共同体の中から生まれ、キリスト教徒とイスラム教徒のブルガリア人同士の和解を目指して活動した。彼らは世俗的な生活と、現代的で非イスラム的な服装、女性への教育を推進した。

## 地理的分布

### ブルガリア
ムスリム・ブルガリア人は、ブルガリア国内の単一・同質の共同体ではない。ムスリム・ブルガリア人のうちロドピ山脈の中部・東部（スモリャン州およびクルジャリ州）に住む者は、非イスラム的な性向を持ち、キリスト教徒と同じ人名を持っている。彼らの多く、特にズラトグラト、ネデリノ、クルモヴグラト、キルコヴォの自治体に住む者は、1990年代にキリスト教に改宗した。ピリンやロドピ山脈西部（パザルジク州およびブラゴエヴグラト州）に住むものは、強く宗教的であり、イスラム的な命名、物品、服装を維持している。1992年および2001年の統計調査では、彼らの多くが民族自認として「ブルガリア人」であると回答する一方、ロドピ西部に住む一部は、トルコ語を話さずブルガリア語を母語としているにもかかわらず、自らを「トルコ人」と回答した。
ムスリム・ブルガリア人の間には、古風な特徴を持ったブルガリア語の方言が聞かれる。マスメディアや学校教育の影響によって、これらの方言はほぼ標準ブルガリア語に取って代わられた。

### ギリシャ
ギリシャにおいて、イスラム教徒の少数者はすべてトルコ人と見なされ、トルコ語での教育のみが認められている。そのため、ギリシャに住むムスリム・ブルガリア人の多くは2言語話者であり、またこんにちその一部はトルコ語を母語とするようになった。ギリシャのムスリム・ブルガリア人の間で話されるブルガリア語の中にも多くのトルコ語やギリシャ語の影響が見られ、標準ブルガリア語からの離間が大きい。
ギリシャに住むムスリム・ブルガリア人は多分にトルコ化されている。1990年代以降、ギリシャは、同国に住むムスリム・ブルガリア人（ポマク）をトルコ人とは切り離し、別の民族へとする動きを強めている。その理由として、ムスリム・ブルガリア人やロマなど、非トルコ系のムスリム少数者の過度のトルコ化への懸念と、この頃におけるギリシャ領トラキアでのムスリム人口比率の増大への不安があると見られる。ギリシャ・ポマク辞典が発行され、それによるとギリシャ当局は、ムスリム・ブルガリア人をブルガリア人、ギリシャ人、トルコ人、ムスリム・スラヴ・ギリシャ人などさまざまに表現してきた。

### トルコ
トルコにも多くのムスリム・ブルガリア人の共同体があり、およそ20万人が生活していると見られている。彼らはトルコ政府からは少数民族とは見なされておらず、文化的自治や母語による教育は認められていない。彼らの中には、自身をトルコ人と見なす者も、それとは異なるポマクと見なす者もいる。